# Željko Reiner
Željko Reiner (Zagreb, 28. svibnja 1953.) hrvatski je političar i akademik HAZU.

## Školovanje i usavršavanje
Diplomirao je na Medicinskom fakultetu u Zagrebu. Redoviti je profesor Medicinskog fakulteta Sveučilišta u Zagrebu, te redoviti član Hrvatske akademije znanosti i umjetnosti i Kraljevske akademije u Londonu te ravnatelj KBC Zagreb.

## Politička karijera
- 1991. – 1993. Zamjenik predsjednika Savjeta Ministarstva zdravstva Republike Hrvatske
- 1992. – 2000. Predsjednik Komisije za lijekove Republike Hrvatske
- 1993. – 1998. Zamjenik Ministra zdravstva Republike Hrvatske
- 1998. – 2000. Ministar zdravstva Republike Hrvatske
- 2011. zastupnik u Hrvatskom saboru (od 15. lipnja 2012. potpredsjednik Hrvatskog sabora)
- 2015. predsjednik Hrvatskog sabora (od 28. prosinca 2015.)[2]
- 2016. potpredsjednik Hrvatskog sabora

## Odlikovanja
- 1984. Nagrada Međunarodnog endokrinološkog društva za mlade znanstvenike.
- 1999. Nagrada Ladislav Rakovac Hrvatskog liječničkog zbora.
- 2017. Postao je Vitez Svetog groba Jeruzalemskog[3]

## Vanjske poveznice
- Željko Reiner  Arhivirana inačica izvorne stranice od 1. listopada 2016. (Wayback Machine)